# Australopithecus bahrelghazali
Australopithecus bahrelghazali é um fóssil de hominini descoberto em 1995 pelo paleontólogo Michel Brunet no vale Bahr el Ghazal próximo a Koro Toro, em Chade, que Brunet apelidou de Abel. Estima-se que tenha vivido há cerca de 3.6 milhões de anos, sendo utilizado o processo de datação radiométrica para esta análise.
O achado consiste do fragmento da mandíbula contendo o um segundo incisivo inferior, os  caninos inferiores e os quatro pré-molares ainda fixados nos alvéolos dentários. O nome próprio do espécime é KT-12/H1, sendo "Abel" o nome informal dado em homenagem a um colega falecido de Brunet de nome Abel Brillanceau. O espécime foi localizado a aproximadamente 2,500 kilômetros a oeste da fenda africana oriental.
A mandíbula descoberta possui características similares a dentição do Australopithecus afarensis, isso levou a alguns pesquisadores a argumentar que Abel não era uma nova espécie, mas sim uma variação do Australopithecus afarensis. Em 1996, Brunet e sua equipe classificaram o KT 12/H1 como o espécie holótipo de Australopithecus bahrelghazali. Esta alegação é difícil de fundamentar, uma vez que os responsáveis pela descrição mantiveram o KT 12/H1 longe da comunidade paleoantropológica em geral paleoantropológica, o que contraria o Código Internacional de Nomenclatura Zoológica. Esta espécie é um mistério para alguns, pois é o único fóssil de Australopithecus encontrado na África Central. É também de grande importância, uma vez que se trata do primeiro fóssil a mostrar que, geograficamente,  existe uma "uma terceira janela" da evolução dos hominídeos.